# Mietshaus Rheinsberger Straße 73

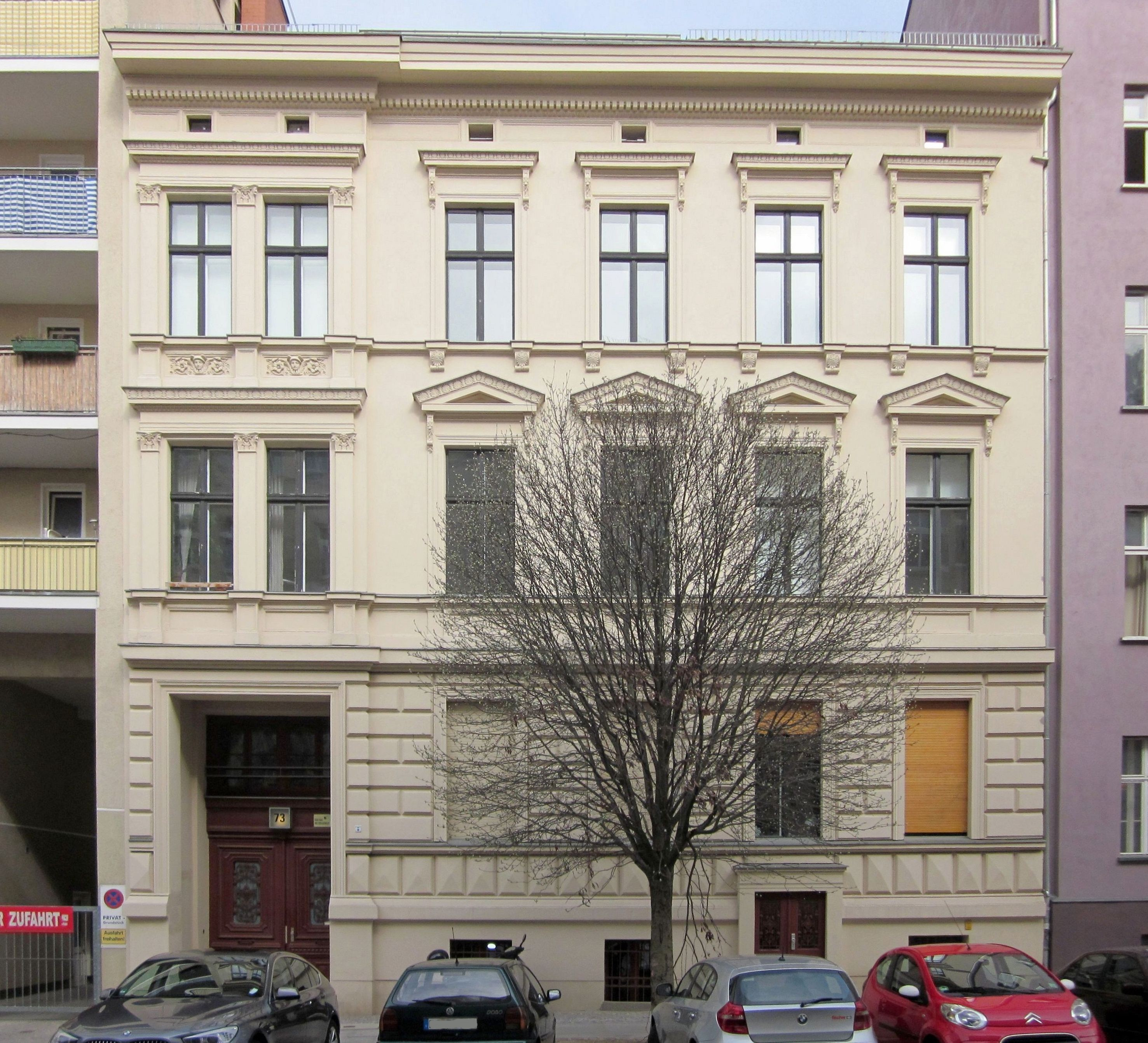
Rheinsberger Straße 73

Das Mietshaus Rheinsberger Straße 73 ist ein Wohngebäude aus dem letzten Viertel des 19. Jahrhunderts mit klassizistischer Fassadengestaltung. Es befindet sich in der Rheinsberger Straße in der Rosenthaler Vorstadt, einem Stadtviertel im Berliner Ortsteil Mitte. Das 1877 errichtete und heute denkmalgeschützte Vorderhaus verfügt über eine gut erhaltene Treppenanlage mit aufwendig gearbeiteten Stützbalken und Geländerstäben. Auf dem Hof entstand 1871 ein zweigeschossiger Gewerbeseitenflügel, der eine spätklassizistische Ziegelfassade mit kolossaler Lisenengliederung aufweist.